# 谷江玲音
谷江 玲音（たにえ れお、6月19日 - ）は、日本の男性声優、歌手。新潟県出身。アンドステア所属。

## 略歴
ロッキング・オンが手掛ける音楽アニメプロジェクト『ラプソディ』で声優デビュー。
作品内に登場するフォークユニットである、ブルーバードとして、ドリーミュージックからメジャーデビュー。
また、同プロジェクトのヴォーカリスト4人によるスペシャルユニット・Sing 4 Rhapsodyのメンバーとして「I Believe」を発表。
2024年3月31日をもって、所属していたROジャパンエージェンシーを退所したことをSNSにて発表。同年5月20日、津田健次郎や元宝塚歌劇団の七海ひろきなどが所属するアンドステアに移籍したことを発表した。
2024年10月に放送開始のテレビアニメ『妖怪学校の先生はじめました!』の狸塚豆吉役にて、テレビアニメ初出演にして初レギュラーとなる。
2025年9月にNHK Eテレで放送開始のテレビアニメ『地球のラテール』のカナデ役で、初主演を務める。

## 人物
趣味として散歩、特技として歌とギターを挙げている。

## 出演
太字はメインキャラクター。

### テレビアニメ
- 妖怪学校の先生はじめました!（2024年 - 2025年[初出 1]、狸塚豆吉[5][初出 2]）
- 地球のラテール（2025年、カナデ[7]）

### Webアニメ
- ラプソディ（2022年 - 2024年、九重落暉[8]）

### ゲーム
- ROAD59 ‐新時代任侠特区‐ 摩天楼モノクロ抗争（2025年、浮舟凌太郎[9]）

### デジタルコミック
- 猫には猫の猫ごはん。 （2025年、獣医師[10]）

## ディスコグラフィ

### キャラクターソング
| 発売日  | 商品名                                                                         | 歌           | 楽曲                                                                                             | 備考                                                            |
| 2022年  | 2022年                                                                         | 2022年       | 2022年                                                                                           | 2022年                                                          |
| ------- | ------------------------------------------------------------------------------ | ------------ | ------------------------------------------------------------------------------------------------ | --------------------------------------------------------------- |
| 7月27日 | ブルーバード from Rhapsody「虹を追いかけないか」「この空を晴らすためのリスト」 | ブルーバード | 「虹を追いかけないか」「この空を晴らすためのリスト」                                             | アニメプロジェクト『ラプソディ』1stシングル(ドリーミュージック) |
| 2023年  |                                                                                |              |                                                                                                  |                                                                 |
| 6月7日  | ブルーバード from Rhapsody「Shining Star」                                     | ブルーバード | 「Shining Star」「虹を追いかけないか Acoustic ver.」「この空を晴らすためのリスト Acoustic ver.」 | アニメプロジェクト『ラプソディ』2ndシングル(ドリーミュージック) |

## ライブ・イベント
| 出演日         | タイトル                                       | 会場                    |
| -------------- | ---------------------------------------------- | ----------------------- |
| 2022年6月11日  | 『ラプソディ』ショーケースライブvol.1          | 池袋harevutai（東京都） |
| 2022年7月18日  | 『ラプソディ』ショーケースライブVol.2          | 池袋harevutai（東京都） |
| 2022年9月10日  | 『ラプソディ』ショーケースライブVol.3          | 池袋harevutai（東京都） |
| 2022年10月8日  | 『ラプソディ』ショーケースライブVol.4          | 池袋harevutai（東京都） |
| 2022年11月6日  | 『ラプソディ』ショーケースライブVol.5          | 池袋harevutai（東京都） |
| 2022年12月10日 | 『ラプソディ』ショーケースライブVol.6          | 池袋harevutai（東京都） |
| 2023年1月14日  | 『ラプソディ』ショーケースライブVol.7          | 池袋harevutai（東京都） |
| 2023年2月18日  | 『ラプソディ』ショーケースライブVol.8          | 池袋harevutai（東京都） |
| 2023年3月11日  | 『ラプソディ』ショーケースライブVol.9          | 池袋harevutai（東京都） |
| 2023年4月8日   | 『ラプソディ』ショーケースライブVol.10         | 池袋harevutai（東京都） |
| 2023年5月13日  | 『ラプソディ』ショーケースライブVol.11         | 池袋harevutai（東京都） |
| 2023年6月10日  | 『ラプソディ』ショーケースライブVol.12(最終回) | 池袋harevutai（東京都） |

| 出演日        | タイトル                                                   | 会場                     |
| ------------- | ---------------------------------------------------------- | ------------------------ |
| 2023年7月24日 | ライブアニメ『ラプソディ』公開記念！ キャストトーク&上演会 | Spotify O-EAST（東京都） |

| 出演日        | タイトル                        | 会場                    |
| ------------- | ------------------------------- | ----------------------- |
| 2024年2月25日 | Rhapsody FINAL LIVE "I Believe" | 池袋harevutai（東京都） |

### 初出話一覧
1. ↑  第13話初出
2. ↑  第1話初出